# 土岐頼殷
土岐 頼殷（とき よりたか）は、江戸時代前期から中期にかけての大名。出羽上山藩の土岐家第2代藩主で、大坂城代を務めたのち、駿河田中藩の初代藩主となった。沼田藩土岐家3代。

## 生涯

### 生い立ち
寛永19年（1642年）9月3日、上山藩藩主・土岐頼行の庶長子として生まれる。『寛政重修諸家譜』によれば、寛永18年（1641年）生まれ。土岐家の後継予定者としては弟の土岐頼長が定められていた。
承応元年（1652年）6月28日、将軍徳川家綱に御目見。寛文3年（1663年）に書院番士となり、寛文5年（1665年）に蔵米300俵を給される。寛文7年（1667年）に小姓に転じ、200俵を加えられ、従五位下・伊予守に叙位・任官された。寛文12年（1672年）、小姓組番頭となって奥詰を兼ね、1000俵を加給された（合計1500俵）。

### 上山藩主となる
延宝6年（1678年）、土岐家の世嗣であった頼長は多病を理由として廃嫡され、5月27日に頼殷が世継ぎとなることが認められた。これに伴い、幕府の職は解かれ、蔵米知行は収公された。同年8月16日、父の隠居と頼殷の家督相続が認められ、上山藩2万5000石の土岐家第2代藩主となった。延宝7年（1679年）6月には知行地入りの暇を得ている。
貞享4年（1687年）7月には小田切昌近を預けられ、11月には下野烏山藩那須家の改易（那須資徳参照）に伴い、烏山城の受け取りを務めた。元禄3年（1690年）12月3日、奏者番に任じられた。

### 大坂城代就任
元禄4年（1691年）1月11日、大坂城代に任じられるとともに1万石（摂津・河内両国内19か村）を加増され、知行高は3万5000石となった。
元禄5年（1692年）2月26日に領知替えが行われ、摂津・河内・越前の3国内で3万5000石を領することとなった。上山が大坂から遠いという理由から、旧来の領地2万5000石が越前国に移されたものである。土岐家は、越前国の所領を管轄すべく今立郡野岡村（現在の福井県越前市野岡町）に陣屋を設置し、奉行や代官を置いて年貢収納や地方支配にあたらせた。以後、野岡村は正徳2年（1712年）の転出まで頼殷の越前国の所領（「野岡領」）の管轄拠点であり、大坂城代を務めていた時期の頼殷の領国（藩）を「野岡藩」と呼称することがある。
元禄14年（1701年）10月28日、従四位下に昇叙、同年11月28日に京都所司代格となる。
宝永5年（1708年）閏1月11日、越前国の領地のうち1万5000石が播磨国に移された。

### 田中藩への移封と晩年
正徳2年（1712年）5月15日、大坂城代を辞職、駿河田中藩に移封された
正徳3年（1713年）7月6日、家督を長男の頼稔に譲って隠居する。
享保7年（1722年）9月22日に死去した。享年81（『寛政譜』によれば82）。田中の増円寺に葬られ、のち頼稔のときに品川東海寺の春雨庵に改葬した。

## 系譜
特記事項のない限り『寛政譜』による。(　)内は『寛政譜』の記載順。
- 父：土岐頼行
- 母：側室（福山氏[1]）
- 正室：西郷延員の娘
- 継室：牧野親成の娘
  - 女子(3)
- 側室（渡辺氏[要出典]）
  - 長男(1)：土岐頼稔 - 生母は渡辺氏[要出典]
- 生母不明の子女[注釈 3]
  - 二男(2)：土岐頼郷
  - 女子(4)
  - 三男(5) ：藤丸
  - 女子(6)
  - 四男(7) ：熊松
  - 五男(8) ：頼母
  - 女子(9)
  - 女子(10)